# 少女不十分
《少女不十分》（日语：少女不十分，直譯為「不够少女」）是日本作家西尾维新创作的一部小说，故事讲述一名立志成为作家的大学生被一名小学女生监禁，并因为这件事而成功成为一名作家的故事。
2001年，西尾维新开始对故事进行构思和创作。2011年9月7日，单行本由讲谈社旗下的讲谈社Novels出版，小说中的插画由碧風羽绘制。2015年11月30日，服部充将小说改编为漫画，在讲谈社《周刊Young Magazine》连载。2016年8月29日，漫画完结。因为这部小说是西尾维新花十年时间创作的，所以被称为是西尾维新的十年集大成之作。这部小说也被称为是西尾维新回归原点，新境界的最新作。

## 剧情
小说的男主角「我」是一名20岁的大学生，并立志成为一名作家，但屡次碰壁。一天上学路上，小学女生U·U的朋友遭遇了车祸，但U·U却把手头的游戏存档并收好游戏机后才跑到她朋友身边。「我」目睹了这场车祸以及U·U的离奇举动，U·U也注意到了「我」的存在。第二天「我」去上学的途中被笛子卡住自行车车轮而翻车摔倒并昏迷了一段时间，此时家里的钥匙也被U·U偷走。回到家后，「我」被潜伏在桌子底下的U·U用美工刀劫持并监禁在U·U家的储物间中。「我」出于斯德哥爾摩症候群的原因没有逃走，反而对U·U进行观察，发现了U·U的不正常行为，最后发现U·U遭受了家庭暴力以及父母死亡的事实。「我」决定通过向U·U讲故事的方式来安抚U·U的心灵并矫正她扭曲的人格。最后警察强行破门而入并对此次监禁事件进行调查。
经历过这件事后，「我」想成为作家的目标更加坚定了，并决定把向U·U讲过的故事写成小说。而在此之后，「我」和U·U就没见过面了。10年后，「我」成为一名知名作家。有一天，原来的责任编辑因为结婚而辞职，于是「我」跟新的责任编辑，也就是长大后的U·U见了面。

## 角色
「我」
男主角，20岁时作为大学生的「我」在一场交通事故中与奇怪的小学女生U·U相遇，后来又被U·U所监禁，并逐渐了解U·U，同时也坚定了自己想要成为作家的决心。10年后，30岁的「我」成为一名知名作家。真名为柿本（日语：／ Kaki Moto）。
U·U
女主角，在小学四年级时因为被「我」发现了秘密而将「我」监禁，把「我」当成宠物养。10年后成为一名责任编辑。真名为夕暮誘（日语：／ Yuugure Yuu） 。

## 出版書籍
| 册数 | 講談社       | 講談社                 | 尖端出版      | 尖端出版               |
| 册数 | 發售日期     | ISBN                   | 發售日期      | ISBN                   |
| ---- | ------------ | ---------------------- | ------------- | ---------------------- |
| 全   | 2011年9月7日 | ISBN 978-4-06-182800-1 | 2014年3月20日 | ISBN 978-957-10-5515-2 |

- 文庫版：2015年11月13日發行[13]、ISBN 978-4-06-293246-2（講談社）

### 改編漫畫
| 卷数 | 讲谈社        | 讲谈社                 | 东立出版社     | 东立出版社             |
| 卷数 | 發售日期      | ISBN                   | 發售日期       | ISBN                   |
| ---- | ------------- | ---------------------- | -------------- | ---------------------- |
| 1    | 2016年5月6日  | ISBN 978-4-06-382783-5 | 2017年7月3日   | ISBN 978-986-482-929-3 |
| 2    | 2016年8月5日  | ISBN 978-4-06-382832-0 | 2017年11月27日 | ISBN 978-986-482-930-9 |
| 3    | 2016年10月6日 | ISBN 978-4-06-382860-3 | 2018年4月27日  | ISBN 978-986-482-931-6 |